# Uedem
Uedem település Németországban, azon belül Észak-Rajna-Vesztfália tartományban. Lakosainak száma 8454 fő (2023. december 31.). Uedem Bedburg-Hau, Goch és Weeze községekkel határos.

## Népesség
A település népességének változása:
| Lakosok száma | 6507 | 8188 | 8281 | 8362 | 8513 | 8454 |
|               | 1975 | 2017 | 2019 | 2021 | 2022 | 2023 |